# Di'Shon Bernard
Di'Shon Joel Bernard (Londres, Inglaterra, Reino Unido, 14 de octubre de 2000) es un futbolista británico, nacionalizado jamaicano, que juega en la posición de defensa en el Sheffield Wednesday F. C. de la EFL Championship de Inglaterra.

## Biografía
Tras formarse en las categorías inferiores del Chelsea F. C. y del Manchester United F. C., finalmente en la temporada 2019-20 hizo su debut con el primer equipo el 28 de noviembre en un encuentro de la Liga Europa de la UEFA contra el F. C. Astana, llegando a disputar la totalidad de los noventa minutos y anotando un autogol en el encuentro que ganó el Astana por 2-1. Esa sería su única participación con el primer equipo antes de marcharse cedido en octubre de 2020 al Salford City F. C. hasta enero de 2021, extendiéndose posteriormente hasta final de temporada. En julio de 2021 volvió a ser prestado, siendo en esta ocasión el Hull City A. F. C. su destino.
Fue nuevamente cedido en enero de 2023 al Portsmouth F. C. Una vez terminó la cesión no regresó al conjunto mancuniano al expirar su contrato. Entonces siguió su carrera en el Sheffield Wednesday F. C.

## Selección nacional

### Participaciones en Copas América
| Torneo            | Sede           | Resultado    | Partidos | Goles |
| ----------------- | -------------- | ------------ | -------- | ----- |
| Copa América 2024 | Estados Unidos | Primera fase | 2        | 0     |

## Estadísticas

### Clubes
| Club                                 | Div.          | Temporada     | Liga  | Liga  | Copas nacionales | Copas nacionales | Torneos internacionales | Torneos internacionales | Total | Total |
| Club                                 | Div.          | Temporada     | Part. | Goles | Part.            | Goles            | Part.                   | Goles                   | Part. | Goles |
| ------------------------------------ | ------------- | ------------- | ----- | ----- | ---------------- | ---------------- | ----------------------- | ----------------------- | ----- | ----- |
| Manchester United F. C. Inglaterra   | 1.ª           | 2019-20       | 0     | 0     | 0                | 0                | 1                       | 0                       | 1     | 0     |
| Manchester United F. C. Inglaterra   | Total club    | Total club    | 0     | 0     | 0                | 0                | 1                       | 0                       | 1     | 0     |
| Salford City F. C. Inglaterra        | 4.ª           | 2020-21       | 30    | 2     | 1                | 0                | ―                       | ―                       | 31    | 2     |
| Salford City F. C. Inglaterra        | Total club    | Total club    | 30    | 2     | 1                | 0                | 0                       | 0                       | 31    | 2     |
| Hull City A. F. C. Inglaterra        | 2.ª           | 2021-22       | 26    | 0     | 2                | 0                | ―                       | ―                       | 28    | 0     |
| Hull City A. F. C. Inglaterra        | Total club    | Total club    | 26    | 0     | 2                | 0                | 0                       | 0                       | 28    | 0     |
| Portsmouth F. C. Inglaterra          | 3.ª           | 2022-23       | 10    | 0     | ―                | ―                | ―                       | ―                       | 10    | 0     |
| Portsmouth F. C. Inglaterra          | Total club    | Total club    | 10    | 0     | 0                | 0                | 0                       | 0                       | 10    | 0     |
| Sheffield Wednesday F. C. Inglaterra | 2.ª           | 2023-24       | 32    | 0     | 4                | 0                | ―                       | ―                       | 36    | 0     |
| Sheffield Wednesday F. C. Inglaterra | 2.ª           | 2024-25       | 27    | 2     | 4                | 1                | ―                       | ―                       | 31    | 3     |
| Sheffield Wednesday F. C. Inglaterra | Total club    | Total club    | 59    | 2     | 8                | 1                | 0                       | 0                       | 67    | 3     |
| Total carrera                        | Total carrera | Total carrera | 115   | 4     | 11               | 1                | 1                       | 0                       | 137   | 5     |